# بيتر مور (مجدف)
بيتر مور (بالإنجليزية: Angus Moore)‏ هو مجدف أسترالي، ولد في 26 يناير 1992.

## وصلات خارجية
- بيتر مور على موقع الاتحاد الدولي للتجديف (الإنجليزية)